# Illadelph Halflife
Albums de The Roots
Do You Want More?!!!??!
(1994) Things Fall Apart
(1999)
Singles
1. Clones
Sortie : 16 juillet 1996
2. Concerto of the Desperado
Sortie : 1996
3. What They Do
Sortie : 19 novembre 1996

Illadelph Halflife est le troisième album studio des Roots, sorti le 24 septembre 1996.
En 1998, le magazine The Source a classé Illadelph Halflife parmi les 100 meilleurs albums de rap. En 2006, il a été sélectionné comme l'un des 100 meilleurs albums de rap de 1995 à 2005 par le magazine Hip Hop Connection.
Illadelph Halflife s'est classé 4e au Top R&B/Hip-Hop Albums et 21e au Billboard 200.

## Liste des titres
| No  | Titre                                                  | Contient un (des) sample(s) de                                                      | Durée |
| --- | ------------------------------------------------------ | ----------------------------------------------------------------------------------- | ----- |
| 1.  | Intro                                                  |                                                                                     | 0:34  |
| 2.  | Respond / React                                        |                                                                                     | 5:07  |
| 3.  | Section                                                |                                                                                     | 4:08  |
| 4.  | Panic!!!!!!                                            |                                                                                     | 1:24  |
| 5.  | It Just Don't Stop                                     |                                                                                     | 4:33  |
| 6.  | Episodes (featuring Dice Raw)                          | Light My Fire d'Al Green                                                            | 5:56  |
| 7.  | Push Up Ya Lighter (featuring Bahamadia)               |                                                                                     | 4:36  |
| 8.  | What They Do (featuring Raphael Saadiq)                | I Got It Made de Special Ed Knick Knack Paddy Wack d'EPMD featuring K-Solo          | 5:57  |
| 9.  | ? Vs. Scratch                                          |                                                                                     | 1:47  |
| 10. | Concerto of the Desperado                              | From Russia With Love d'Acker Bilk                                                  | 3:38  |
| 11. | Clones (featuring Dice Raw)                            | Sweet Love de Surprize Summer in the City de Quincy Jones featuring Valerie Simpson | 4:45  |
| 12. | UNIverse At War (featuring Common)                     | The Mixed Up Cup de Clyde McPhatter                                                 | 4:55  |
| 13. | No Alibi                                               |                                                                                     | 5:11  |
| 14. | Dave Vs. US                                            |                                                                                     | 0:50  |
| 15. | No Great Pretender                                     |                                                                                     | 4:25  |
| 16. | The Hypnotic (featuring D'Angelo)                      |                                                                                     | 5:19  |
| 17. | Ital (The Universal Side) (featuring Q-Tip)            | Cat de Teruo Nakamura                                                               | 4:53  |
| 18. | One Shine (featuring Cassandra Wilson)                 |                                                                                     | 5:40  |
| 19. | The Adventures in Wonderland (featuring Ursula Rucker) |                                                                                     | 4:34  |
| 20. | Outro                                                  |                                                                                     | 0:15  |